# Michel Portal

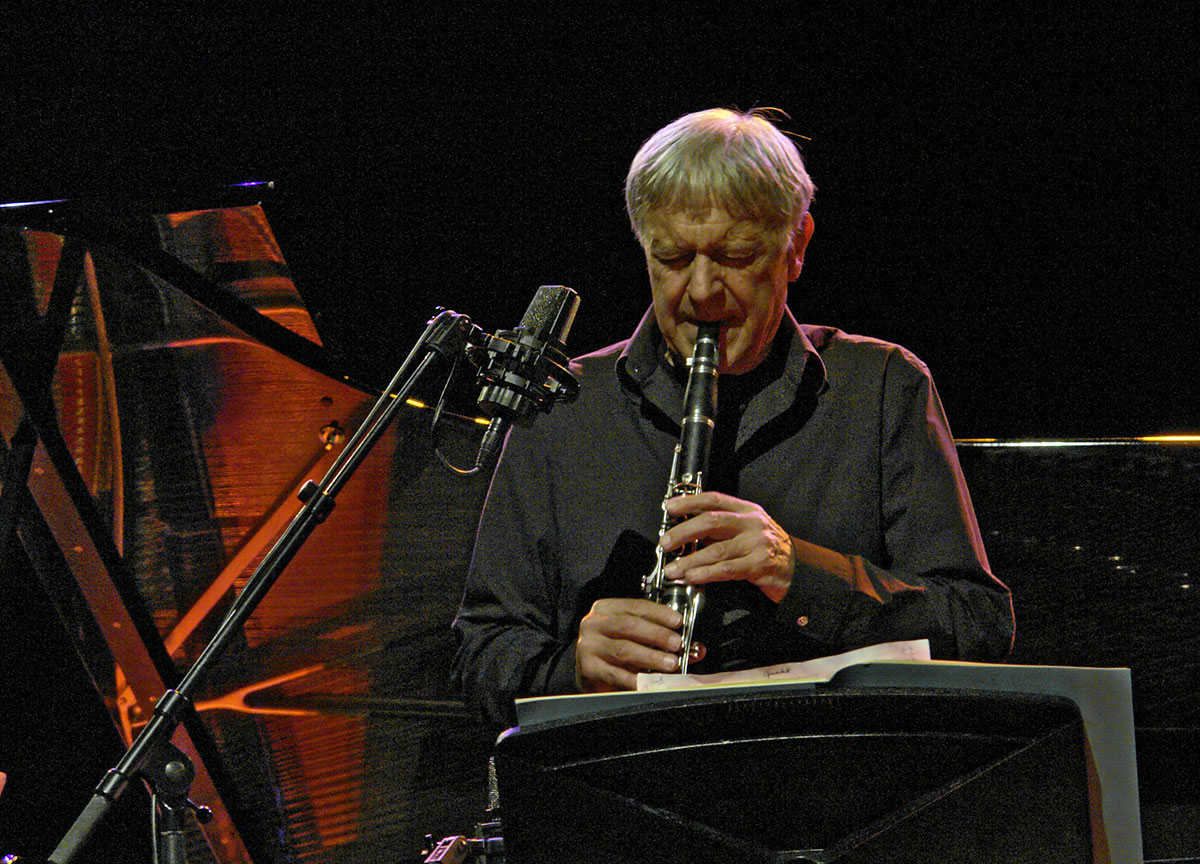
Michel Portal en Brujas, en 2006.

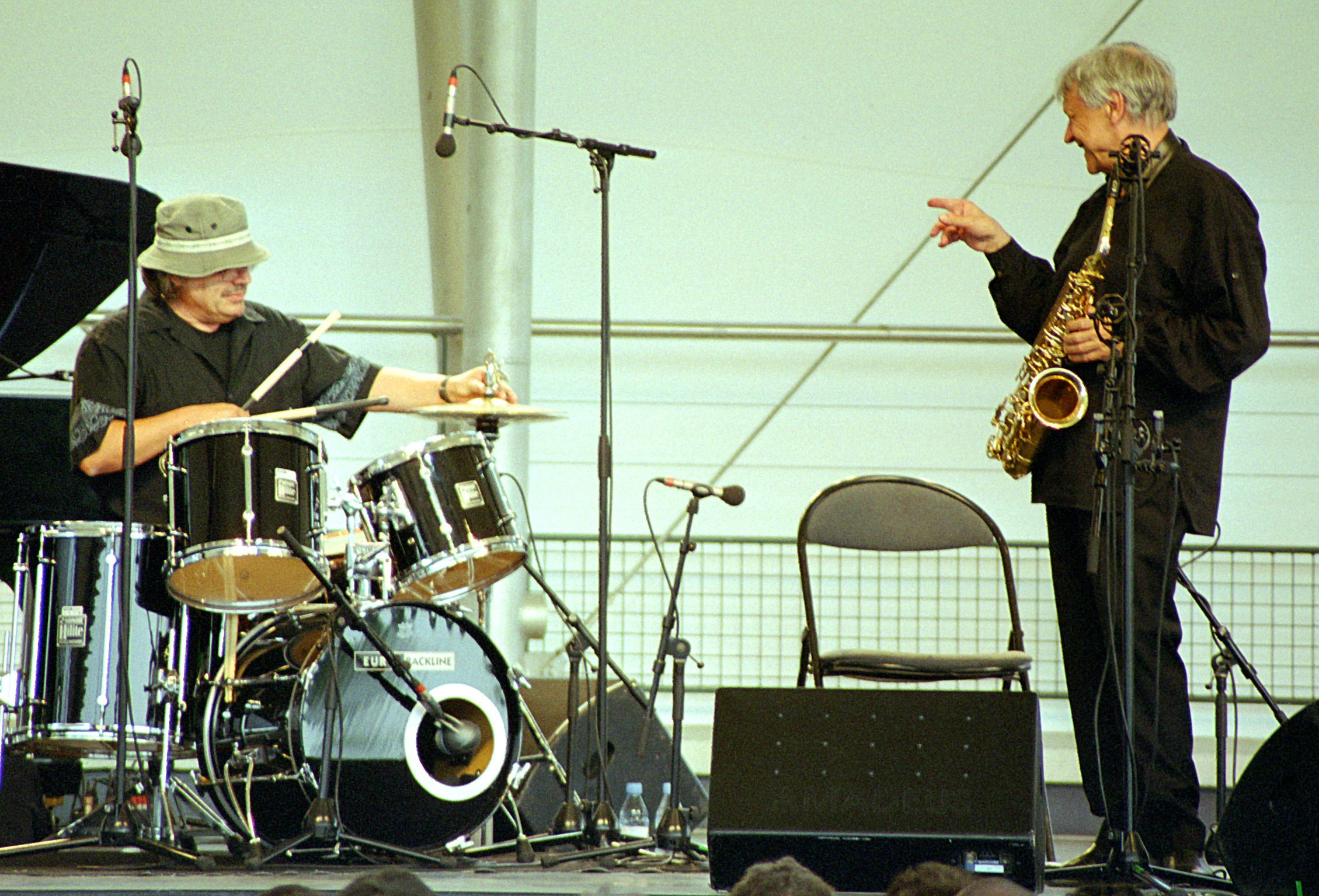
Con Bernard Lubat en el Festival de Jazz de París (Parque Floral de París).2002.

Michel Portal (Bayona, 25 de noviembre de 1935) es un clarinetista, saxofonista, bandoneonista y compositor francés.

## Historial
Su formación musical fue totalmente clásica, especializándose en el clarinete, con repertorio de Mozart y Alban Berg, entre otros. Sin embargo siempre había mantenido una clara relación con la música folclórica del País Vasco francés y el jazz. Convertido en uno de los solistas preferidos de los compositores contemporáneos (Pierre Boulez, Stockhausen, etc), a partir de 1971, forma un grupo experimental y abierto, el Michel Portal Unit, con el que se adentra definitivamente en el campo de la improvisación y el jazz.
A lo largo de esa década, toca con Martial Solal, Daniel Humair, Jack DeJohnette o John Surman, sin dejar de mantener su propio Unit. En las décadas siguientes, y hasta hoy mismo, Portal actúa como free lance, organizando sus propias grabaciones y compartiendo escenario con músicos de todo tipo, siendo especialmente valorados sus trabajos con Richard Galliano y Albert Mangelsdorff. También ha compuesto música para un gran número de films.

## Estilo
Portal ocupa un lugar especial y peculiar dentro del panorama del jazz europeo. Su reconocimiento sin tacha por el mundo de la música clásica y por el del cine (posee tres "Premios Cesar"), le han permitido adoptar una posición selectiva y sin presión del mercado. Por ello, su música se desarrolla desde un concepto de la improvisación inquieta, la invención y la fantasía, sin reglas preconcebidas. El jazz no es para él más que un estilo entre otros: su objetivo es reinventar la música.